# جيمي غورليك
جيمي غورليك (بالإنجليزية: Jamie Gorelick)‏ من مواليد 6 مايو 1950 هي محامية أميركية، شغلت العديد من المناصب في الحكومة الأمريكية منها منصب نائب مدعي عام الولايات المتحدة 1994-1997، في عهد إدارة كلينتون. وقالت أنها كانت شريكا في ويلمر كتلر بيكرينغ هال ودور منذ يوليو 2003. ثم شغلت منصب المستشار العام لوزارة الدفاع، مساعد وزير الطاقة، وعضوا في اللجنة الوطنية للحزبين الجمهوري والديمقراطي في التهديدات الإرهابية على الولايات المتحدة. وقد عملت السيدة غورليك مديرة لشركة فيريساين [الإنجليزية]، منذ يناير عام 2015، وكانت مديرة لشركة يونايتد تكنولوجيز من فبراير 2000 إلى ديسمبر 2014، ومديرة شركة شلمبرجير المحدودة من أبريل 2002 إلى يونيو 2010.وهي مديرة شركة آمازون المشهورة 

## حياتها
ولدت غورليك في مدينة نيويورك، ونشأت في جريت نيك، نيويورك، في عائلة يهودية. وهي حاصلة على الشهادة الجامعية الأولى بامتياز من كلية رادكليف من جامعة هارفارد في عام 1972، ومرتبة الشرف ماجيستير من كلية الحقوق بجامعة هارفارد في عام 1975.

## نائب المدعي العام

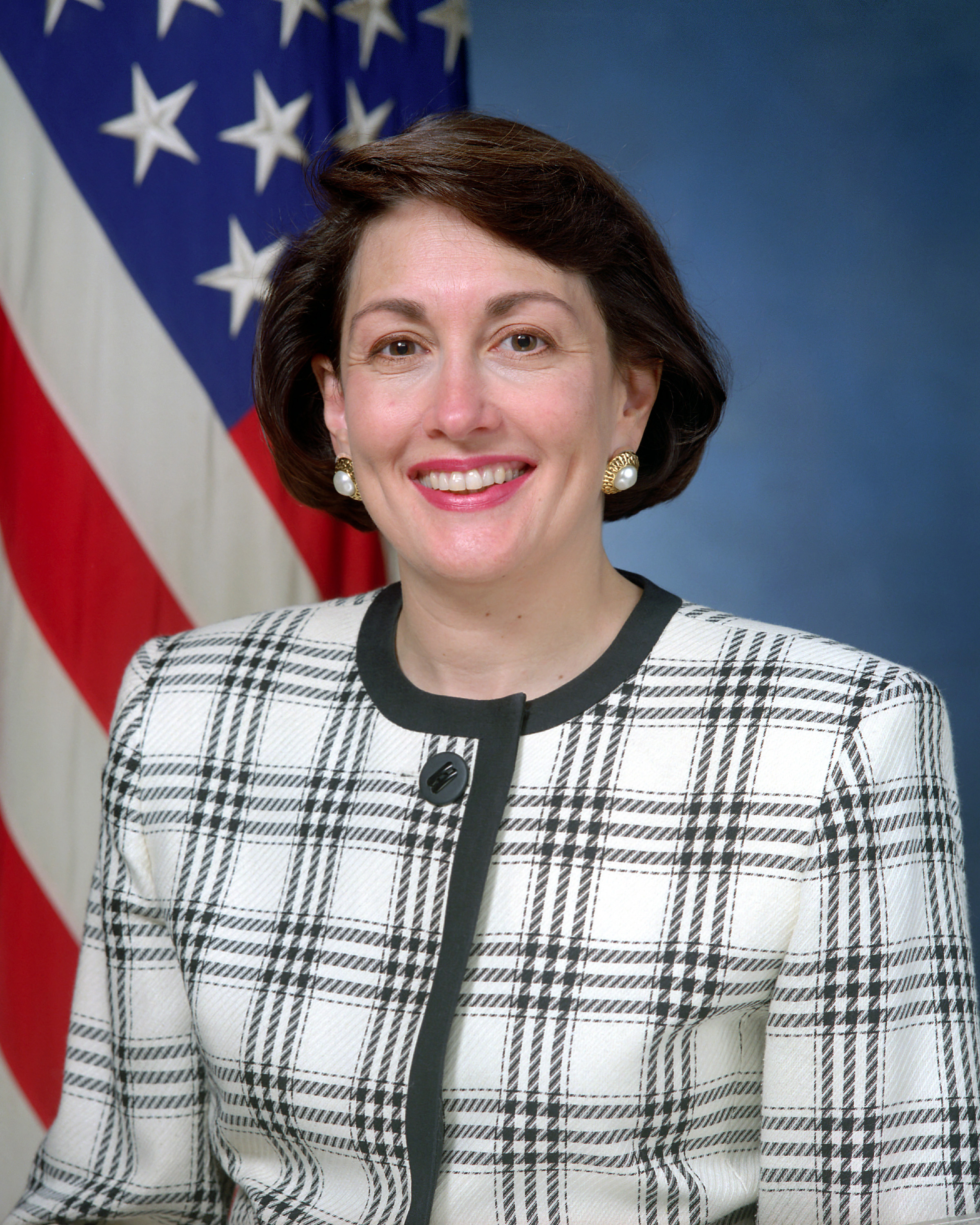
جيمي غورليك، المستشار العام لوزارة الدفاع

عندما كانت تعمل نائب المدعي العام في عهد بيل كلينتون، عملت غورليك لصالح حظر استخدام التشفير القوي، ودعت إلى نظام الضمان الرئيسي للسماح لوصول الحكومة الاتحادية إلى الاتصالات المشفرة.